# Fémeslégy

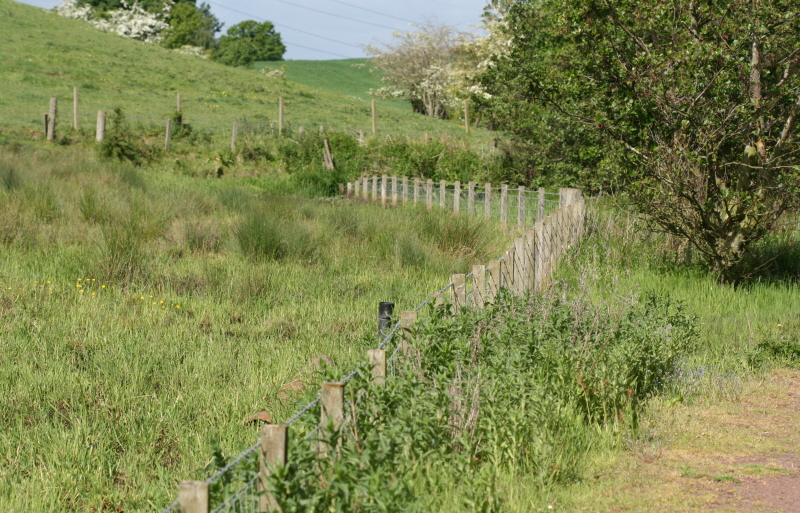
természetes élőhelye: kis bozót a marhalegelő mellett

A fémeslégy (Lejogaster) a zengőlegyek (Syrphoidea) öregcsaládjában a névadó zengőlégyfélék (Syrphidae)család herelégyfélék (Eristalinae) alcsaládjába sorolt fanedvlégy-rokonúak (Brachyopini) nemzetségének egyik kevéssé tanulmányozott neme.

## Származása, elterjedése
Ismert fajai a palearktikus faunatartományban élnek. Két faj a Csendes-óceán partvidékétől Európáig:
- Lejogaster nigricans,
- sárga lábú fémeslégy (Lejogaster tarsata).

Egy faj Észak-Afrikába is átjutott:
- fekete fémeslégy (Lejogaster metallina) (Fabricius, 1781)

A fekete és a sárga lábú fémeslégy Magyarországon is fellelhető.

## Megjelenése, felépítése
Közepesnél kisebb, fémes, kissé zölden fénylő zengőlégy. Hasonlít a patak-zengőlégyre (Orthonevra spp.) — megkülönböztető jegy, hogy a fémeslegyek hímjeinek szeme nem ér össze.

## Életmódja, élőhelye
Imágói többnyire vizes biotópokban található. Lárvái vízben, rothadó vízi növényekben, főleg gyékényben fejlődnek.